# Тверская областная библиотека имени Горького
Тверская областная универсальная научная библиотека им. А. М. Горького — библиотека, расположенная в Твери по адресу Свободный переулок, 28.

Является крупнейшей библиотекой Тверской области по объему фонда и посещаемости.

## История
Публичная библиотека в Твери открылась 9 мая 1860 года (по старому стилю). Отчетливо выраженное движение за устройство библиотеки началось с 1858 года на фоне общественного подъема в России конца 50-х, развития книгоиздательского дела, дополненных местными факторами: деятельность группы либеральных дворян под руководством А. М. Унковского, стоявших за полное освобождение крестьян и протестовавших против запрета на обсуждение крестьянского вопроса; присутствие в городе — в ссылке — людей различной мировоззренческой ориентации, но одинаково неугодных правительству: среди них М. И. Муравьев-Апостол, Ф. Н. Глинка, Ф. М. Достоевский, А. И. Европеус, Ф. Г. Толль, В. В. Берви-Флеровский, В. К. Курнатовский.
Несомненно, их присутствие оказало влияние на умонастроение местного общества, способствовало популярности идей социальных перемен, просвещения народа. Документы областного архива отражают энергичную деятельность либерально мыслящих чиновников из губернских органов, частных лиц по организации библиотеки: были сделаны запросы в Рязань и Симбирск, раньше открывших библиотеки, с просьбой дать совет в новом для тверичан деле, познакомиться с уставом; обращения к людям, имеющим возможности помочь в создании нового учреждения. Губернатор граф П. Т. Баранов, по-видимому, поощрял эти усилия. Губернский статистический комитет, им возглавляемый, принял на себя главные хлопоты по созданию библиотеки. Организационные дела были поручены производителю работ губстаткомитета Николаю Ивановичу Рубцову.
С помощью общественности собрали деньги и книжный фонд, в который вошли большая часть личной библиотеки Рубцова, других жертвователей, книги статистического комитета, канцелярии губернатора. По итогам 1908 г. в фонде насчитывалось 26 тыс. томов, число подписчиков — 400, посещений в читальном зале — 9 тысяч, пользование им было бесплатным.
С 1918 г. называлась центральной городской библиотекой, с 1935 г. — областная универсальная научная библиотека (ОУНБ) Калининской области. На 1 июня 1941 года книжные фонды областной библиотеки насчитывали 206,5 тыс. экз., включая богатую коллекцию краеведческих и редких изданий. Во время оккупации здание библиотеки было разрушено, фонды погибли, но уже с марта 1942 г. библиотека возобновила работу. Для восстановления фондов книги собирали у читателей и в развалинах домов, покупали у населения. Государственная библиотека им. В. И. Ленина прислала 10 тыс. изданий, около 1000 экз. — Всесоюзная библиотека иностранной литературы, 1500 — Исторический музей.
В октябре 1954 г. ОУНБ получила новое здание, впервые в стране построенное по оригинальному проекту по проекту архитекторов И. П. Изотова, 
Д. Н. Мельчакова специально для областной библиотеки. В проект главного входа здания органично были вписаны уцелевшие стены портика храма Знамения Божией Матери, разрушенного в годы войны. Библиотека стала местом проведения конференций, лекций, литературных и музыкальных вечеров.
В 1960 году библиотека награждена Почётной грамотой Президиума Верховного Совета РСФСР.
В 1975 г. сооружена пристройка по проекту архитектора Б. Х. Бальшвейдта, по площади равная основному зданию. Общая площадь составляет более 10 тысяч метров.

В 1985 году Указом Президиума Верховного Совета СССР библиотека награждена орденом «Знак Почёта».

## Современность
В настоящее время фонд библиотеки составляет 2 916 315 экз., в том числе 2 899 973 экз. печатные документы, 3 418 экз. электронные издания
, 12 924 экз. аудиовизуальные материалы. Тверская ОУНБ им. A. M. Горького является региональным центром хранения и распространения фонда отечественных и зарубежных произведений печати, краеведческим депозитарием, центром краеведческой библиографии области, центром информационною обслуживания по проблемам культуры и искусства, социально-экономическим проблемам, научным и методическим центром для муниципальных библиотек региона, центром координации и кооперации всех видов деятельности среди ведомственных библиотек области.
Электронный каталог библиотеки ведется с 1992 г. Включает книги, аудио-, видео- и электронные издания, насчитывает более 110 тысяч библиографических записей.
Библиотека предлагает услуги нескольких читальных залов, бесплатный Wi-Fi, интернет-ресурсы, электронные издания, выставки, концерты, клубы по интересам и др. Есть услуга доставки книг на дом людям с ограниченными возможностями. В июне во внутреннем дворике библиотеки открывается летняя читальня «Книжный шатёр». Библиотека ежегодно участвует в Неделе тверской книги, акции «Библионочь», участвует в организации межрегиональной книжной ярмарки «Тверской переплёт», является членом ИФЛА — международной организации библиотечных обществ и ассоциаций.